# 율리아 스페츠마르크
율리아 스페츠마르크(스웨덴어: Julia Spetsmark, 1989년 6월 30일 ~ )는 스웨덴의 여자 축구 선수이다. 포지션은 공격형 미드필더이며, 현재 노스캐롤라이나 커리지 소속이다.

## 클럽 경력
17세 시절이던 2006년에 다말스벤스칸 무대에 데뷔했으며 2013년까지 말바켄스 IF, QBIK 칼스타드, 노르스트란스 IF, 순나노 SK 소속으로 뛰었다. 2014년부터 2017년까지 KIF 외레브로 DFF 소속으로 활약했고 2015 시즌에서는 UEFA 여자 챔피언스리그에 참가하기도 했다.
2018년에는 잉글랜드 FA 여자 슈퍼리그 소속 클럽인 맨체스터 시티 WFC로 이적했지만 2018년 7월 23일에 유르고르덴 IF으로 이적하면서 다말스벤스칸 무대에 복귀하게 된다. 2019년 1월 7일에 미국 내셔널 위민스 사커 리그 소속 클럽인 노스캐롤라이나 커리지로 이적했다.

## 국가대표 경력
2016년 10월에 열린 이란과의 경기에 출전하면서 스웨덴 여자 축구 국가대표팀 선수로 데뷔했다. UEFA 여자 유로 2017에 참가했다.

## 수상
KIF 외레브로 DFF
- 다말스벤스칸 준우승 1회 (2014)